# Boštjan Puhan
Boštjan Puhan, slovenski hokejist na travi, * 23. januar 1975, Murska Sobota.
Boštjan Puhan je slovenski hokejist na travi, ki je največje uspehe dosegal z matičnim klubom HK Triglav Predanovci. V karieri je igral tudi za HK Moravske Toplice in HK Pomurje. Vrsto let je bil tudi član državne reprezentance Slovenije. 

## Igralska kariera
S hokejem se je začel ukvarjati, konec osemdestih let dvajsetega stoletja v Predanovcih. Kmalu je pokazal izreden talent za igro in se že s štirinajstimi leti, priključil prvi ekipi. Ker leta 1989 v Predanovcih še niso imeli članske ekipe, je prvi dve leti članske kariere, igral za HK Pomurje. 
Po ustanovitvi HK Triglav Predanovci leta 1991, je seveda zaigral za domači klub in bil naslednje desetletje eden najboljših igralcev v klubu in tudi v Sloveniji. S HK Triglav Predanovci je osvojil šest naslovov pokalnih zmagovalcev Slovenije, tri naslove državnih prvakov v dvoranskem hokeju in kot zadnjega v sezoni 2000/2001 še najbolj cenjen naslov, naslov državnega prvaka v hokeju na travi.
S klubom se je udeleževal tudi evropskih klubskih pokalnih prvenstev skupine C. Najprej so bili leta 1995 v Zagrebu sedmi, nato leta 1996 v Wettingenu peti, leta 1997 na Dunaju in leta 1998 v Zagrebu sedmi ter nazadnje leta 1999 pred domačimi gledalci v Moravskih Toplicah ponovno peti. Zaigral je tudi na dveh evropskih klubskih dvoranskih prvenstvih skupine C, leta 1996 v dresu HK Svoboda na prvenstvu v Sofiji in leta 2001 v dresu HK Triglav Predanovci na prvenstvu v Subotici. 
Leta 2003 je razočaran nad odnosi v klubu, zapustil matični klub in se preselil k HK Moravske Toplice, za katerega je nastopal do igralske upokojite leta 2010. Leta 2009 je s klubom osvojil tudi zlato medaljo na evropskem klubskem prvenstvu skupine Challenge IV v Litvi. Leto pred tem, pa na enakem tekmovanju v Moravskih Toplicah bronasto.
Bil je izredno dobro tehnično podkovan igralec in bil zaradi tega pogosta tarča nasprotnikovih branilcev. V sezonah 1997/1998 in 1998/1999 je bil dvakrat zapored prvi strelec državnega prvenstva. Enak dosežek mu je uspel tudi na dvoranskem prvenstvu v sezonah 1998/1999 in 1999/2000. Za državno reprezentanco je debitiral na prvem Panonskem pokalu v Lipovcih na teki proti Hrvaški (1:3). Največji uspeh z izbrano vrsto je dosegel leta 2007, ko je osvojil zlato medaljo na evropskem prvenstvu skupine Challenge II. Za reprezentanco je na enainštiridesetih nastopih dosegel štiri zadetke.

## Trenerska kariera
V sezoni 2010/2011 je prevzel vodenje ženske ekipe HK Moravske Toplice in se že prvo sezono veselil naslova zmagovalk Interlige.